# Palácio de Moctezuma
O Palácio de Moctezuma é um monumento da cidade espanhola de Cáceres.
O seu nome deriva do facto dos promotores da obra serem descendentes de Moctezuma. É uma casa enorme, com muito poucos elementos decorativos. A sua construção data do século XVI. Desde 1984 é a Casa Municipal de Cultura de Cáceres.
No seu interior está um busto do rei Juan Carlos I realizado por um escultor local, José Martínez.